# Andrzej Bartkowiak
Andrzej Bartkowiak (Łódź, 1950) is een Pools cameraman en filmregisseur.

## Biografie
Bartkowiak emigreerde in 1972 naar de Verenigde Staten, waar hij in eerste instantie vooral reclamefilms maakte. Hierbij ontmoette hij actrice Diane Venora, waarmee hij tussen 1980 en 1989 was getrouwd Samen hebben ze een dochter, Madzia genaamd. In 1981 werkte hij als cameraman samen met regisseur Sidney Lumet aan de film Prince of the City; het zou het begin van een lange samenwerking worden. Bartkowiak werkte daarna tot 1993 mee aan 10 van Lumets films. In 2000 regisseerde hij zijn eerste film: de actiefilm Romeo Must Die met Jet Li, Aaliyah en DMX.

## Filmografie
Als regisseur
- 2000 - Romeo Must Die
- 2001 - HRT
- 2001 - Exit Wounds
- 2003 - Cradle 2 the Grave
- 2005 - Doom
- 2009 - Street Fighter: The Legend of Chun-Li

Als cameraman
- 1976 - Deadly Hero
- 1979 - 3 by Cheever: The 5:48
- 1981 - Prince of the City
- 1982 - Deathtrap
- 1982 - The Verdict
- 1983 - Daniel
- 1983 - Terms of Endearment
- 1984 - Garbo Talks
- 1985 - Prizzi's Honor
- 1986 - Power
- 1986 - The Morning After
- 1987 - Nuts
- 1988 - Twins
- 1989 - Family Business
- 1990 - Q & A
- 1991 - Hard Promises
- 1992 - A Stranger Among Us
- 1993 - Falling Down
- 1993 - Guilty as Sin
- 1994 - Speed
- 1994 - A Good Man in Africa
- 1995 - Losing Isaiah
- 1995 - Species
- 1995 - Jade
- 1996 - The Mirror Has Two Faces
- 1997 - Dante's Peak
- 1997 - The Devil's Advocate
- 1998 - U.S. Marshals
- 1998 - Lethal Weapon 4
- 1999 - Turkey. Cake.
- 2000 - Gossip
- 2000 - Thirteen Days

- Bibsys: 7021279
- Biblioteca Nacional de España: XX1306474
- Bibliothèque nationale de France: cb140077470 (data)
- Catàleg d'autoritats de noms i títols de Catalunya: 981058522310606706
- Gemeinsame Normdatei: 122394437
- International Standard Name Identifier: 0000 0001 1030 2799
- Library of Congress Control Number: no2002067316
- Nationale Bibliotheek van Tsjechië: js20051226010
- Nationale Bibliotheek van Israël: 987007428880605171
- Nederlandse Thesaurus van Auteursnamen: 213324423
- SNAC: w6vz4sxc
- Système universitaire de documentation: 078901030
- Virtual International Authority File: 84242882
- WorldCat: E39PBJqk7XJydgcg93MGBPGT73